# Szavannai varacskosdisznó
A szavannai varacskosdisznó vagy közönséges varacskosdisznó (Phacochoerus africanus) az emlősök (Mammalia) osztályának párosujjú patások (Artiodactyla) rendjébe, ezen belül a disznófélék (Suidae) családjába és a Suinae/?Phacochoerinae alcsaládjába tartozó faj.

## Előfordulása
A szavannai varacskosdisznó igen elterjedt faj Közép-Afrika nyílt szavannáin, illetve Afrika keleti és déli részein. Előfordul a Szaharától délre fekvő területeken és a nagyon száraz éghajlatú Száhil övezetben is.
Magyarországon a Fővárosi Állat- és Növénykertben, a győri Xántus János Állatkertben, a Pécsi Állatkertben és a Nyíregyházi Állatparkban látható.

## Alfajai
- Phacochoerus africanus aeliani Cretzschmar, 1828
- Phacochoerus africanus africanus Gmelin, 1788
- Phacochoerus africanus massaicus Lönnberg, 1908
- Phacochoerus africanus sundevallii Lönnberg, 1908

## Megjelenése

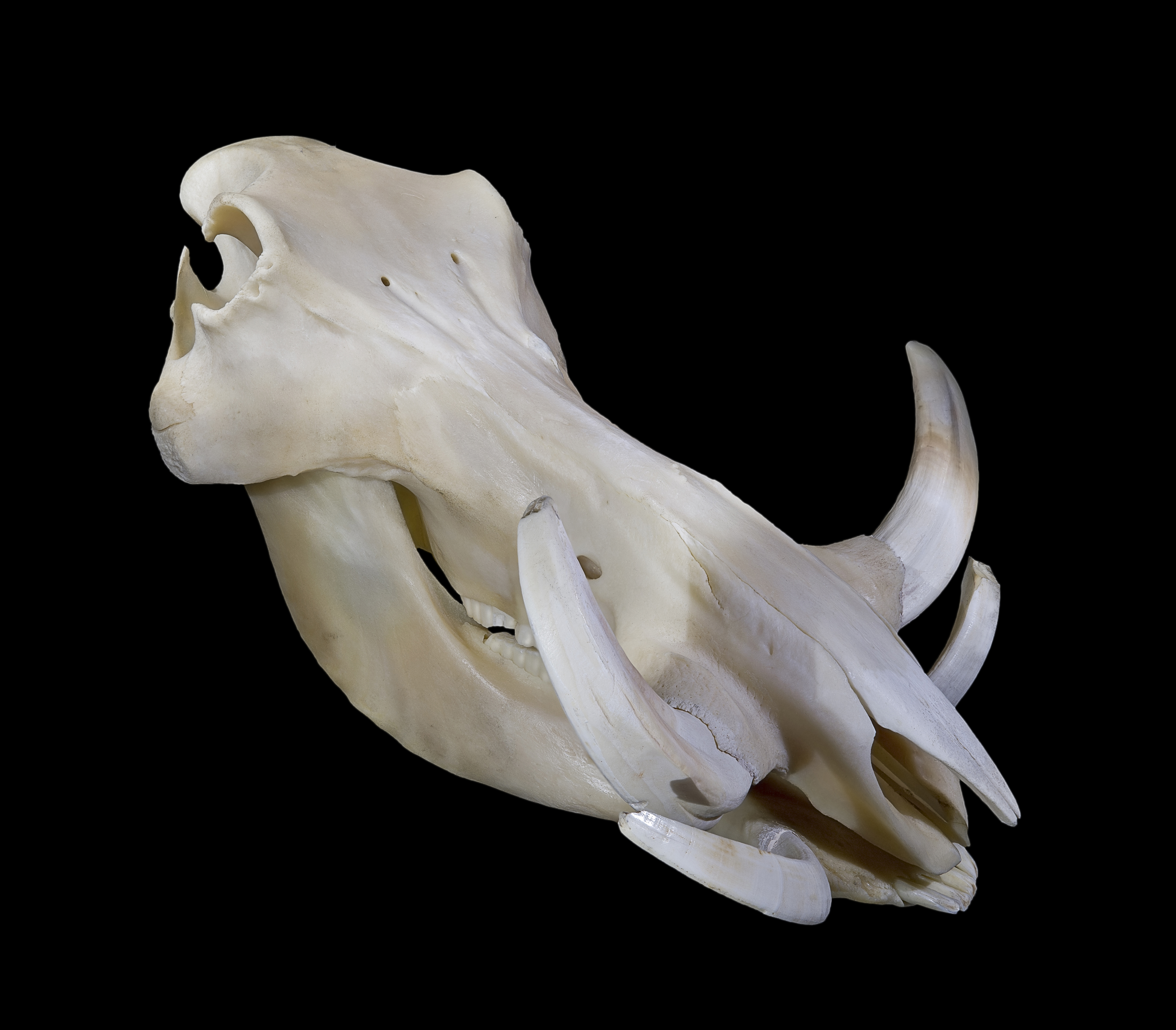
Hím szavannai varacskosdisznó koponyája

A szavannai varacskosdisznó hossza 90-150 centiméter, marmagassága 63-85 centiméter, testtömege 50-150 kilogramm. Az állat szürkésbarna színű. Fejének mindkét oldalán 2-2 szemölcsszerű kinövést visel, illetve az alsó állkapcsán is egy párat. Ezek a függelékek a kanoknál a legfeltűnőbbek; feltehetően a szemek és a pofa védelmét szolgálják. A felkunkorodó felső pár agyar akár a 25 centiméteres hosszúságot is elérheti. Ezeket az agyarakat felülről zománcréteg fedi, amely hamar lekopik. A sokkal rövidebb és hegyesebb alsó agyarakat teljes egészében zománcréteg védi. Szokatlan jelenség, hogy a varacskosdisznónak „le kell térdelnie” ahhoz, hogy ehessen, mivel a nyaka nagyon rövid, a lába pedig viszonylag hosszú. A csülökízületét ezért születésétől fogva párnák védik.

## Életmódja
A szavannai varacskosdisznó családi kötelékben – kondában – él. Lakhelyül a földimalac elhagyott üregeit vagy a sziklák alatti természetes mélyedéseket választja. Tápláléka fűfélék, lágy szárú növények, gumók, gyökerek, alkalmanként dögök is. Fogságban 18 évig él.

## Szaporodása
Az ivarérettséget 18 hónapos korban éri el. A vemhesség 171-175 napig tart, ennek végén 3-4 malac jön a világra.
|  |  |

## Rokon fajok
A szavannai varacskosdisznó legközelebbi rokona és a Phacochoerus emlősnem másik faja, a sivatagi varacskosdisznó (Phacochoerus aethiopicus). A két faj nagyon hasonlít egymásra, több kutató össze is vonja őket egyetlen fajba.